# Horio Yoshiharu
Horio Yoshiharu est un nom japonais traditionnel ; le nom de famille (ou le nom d'école), Horio, précède donc le prénom (ou le nom d'artiste).
Horio Yoshiharu (堀尾 吉晴, né en 1543 et mort le 26 juillet 1611), est un daimyo des époques Azuchi-Momoyama et Edo de l'histoire du Japon. Il est un des trois chūrō (arbitres) nommés par Toyotomi Hideyoshi. Il est également de facto le premier daimyo du domaine de Matsue puisqu'il assure la régence de son petit-fils. Il est aussi connu sous le nom de Horio Mosuke (堀尾 茂助).

## Biographie

Mon personnel de Horio Yoshiharu.

Lorsque Toyotomi Hideyoshi voit Yoshiharu, encore jeune, lutter avec un sanglier géant, il le prend à son service.
En 1567, Yoshiharu participe au siège du château d'Inabayama, sous les ordres de Hideyoshi. Lorsque ce dernier assiège le château de Takamatsu dans la province de Bitchu, Yoshiharu mène une enquête pour savoir comment est mort Shimizu Muneharu[réf. souhaitée].
En 1582, il prend part à la bataille de Yamazaki contre Akechi Mitsuhide. La veille du combat, ses propres ninjas mettent le feu à quelques bâtiments situés dans le camp adverse. À la bataille de Shizugatake, en 1583, il tue Saitō Toshimitsu après que celui-ci a essayé de se faufiler derrière les lignes de Hideyoshi[réf. souhaitée].
En 1590, pour sa conduite au siège d'Odawara, Hideyoshi le récompense en lui donnant le domaine de Hamamatsu (province de Tōtōmi) et 60 000 koku. Horio Yoshiharu, Nakamura Kazuuji et Ikoma Chikamasa sont nommés chūrō par Hideyoshi dans ses dernières années, et participent à son administration. En tant que chūrō, Yoshiharu participe aux travaux du sanctuaire d'Izumo et du temple de Houkou (方広 寺, Hōkō-ji).
Yoshiharu fait allégeance à Tokugawa Ieyasu après la mort de Hideyoshi, en 1598. En 1599, il transmet la responsabilité de chef de famille à son fils, Horio Tadauji, et reçoit 50 000 koku en domaines où vivre après sa retraite à Fuchu, dans la province d'Echizen[réf. souhaitée].
En 1600, Yoshiharu rejoint les forces de Ieyasu. Le 27 août à Chiryu dans la province de Mikawa, il tue Kaganoi Shigemochi qui a tué Mizuno Tadashige mais est blessé par Shigemochi, raison pour laquelle il ne peut prendre part à la bataille de Sekigahara le 21 octobre[réf. souhaitée]. Cependant, Ieyasu lui donne 235 000 koku à Toda dans la province d'Izumo après la bataille,, parce que Yoshiharu a tué Shigemochi et que son fils Tadauji a fait passer ses exploits à la bataille pour les siens[réf. souhaitée].
En 1604, Tadauji, le fils de Yoshiharu, qui lui a succédé à la tête de la famille, meurt prématurément à 26 ans, et son petit-fils, Horio Tadaharu, lui succède. Tadaharu est si jeune (9 ans) que Yoshiharu agit comme parrain jusqu'à sa mort.
Le château de Gassantoda était situé dans les montagnes de la province d'Izumo. De 1607 à 1611, Yoshiharu fait construire un nouveau château, plus proche de la côte, à Matsue,. La qualité des matériaux de construction semble attester de moyens assez modestes. Le domaine cédé par Ieyasu devient désormais le domaine de Matsue, organisé autour de son jōkamachi (ville-château).
Yoshiharu est populaire et si calme qu'il est appelé Hotoke no Mosuke (仏の茂助), ce qui signifie que Yoshiharu est un saint[réf. souhaitée].
Le temple familial du clan Horio est le Shunkō-in, situé à Hanazono, district d'Ukyo dans la préfecture de Kyoto.

## Source de la traduction
- (en) Cet article est partiellement ou en totalité issu de l’article de Wikipédia en anglais intitulé « Horio Yoshiharu » (voir la liste des auteurs).